# کریستین کالینز (قایقران)
کریستین کالینز (انگلیسی: Christine Collins؛ زادهٔ september ۹, ۱۹۶۹ (۵۵ سال)) ورزشکار روئینگ اهل ایالات متحده آمریکا است.
وی در مسابقات کشوری و بین‌المللی در مجموع برندهٔ ۴ مدال طلا، ۱ مدال نقره، ۲ مدال برنز شده‌است.